# Halowe Mistrzostwa Europy w Lekkoatletyce 1970
I Halowe Mistrzostwa Europy odbyły się 14-15 marca 1970 w Wiedniu w hali Stadthalle.

## Wyniki

### Mężczyźni

#### Konkurencje biegowe
| konkurencja                           | złoto                                                                             | złoto     | srebro                                                                            | srebro | brąz                                                                            | brąz   |
| ------------------------------------- | --------------------------------------------------------------------------------- | --------- | --------------------------------------------------------------------------------- | ------ | ------------------------------------------------------------------------------- | ------ |
| Bieg na 60 m (szczegóły)              | Wałerij Borzow · ZSRR                                                             | 6,7       | Zenon Nowosz · Polska                                                             | 6,7    | Jarkko Tapola · Finlandia                                                       | 6,7    |
| Bieg na 400 m (szczegóły)             | Aleksandr Bratczikow · ZSRR                                                       | 46,8      | Andrzej Badeński · Polska                                                         | 46,9   | Jurij Zorin · ZSRR                                                              | 48,4   |
| Bieg na 800 m (szczegóły)             | Jewhen Arżanow · ZSRR                                                             | 1:51,0    | Juan Borraz · Hiszpania                                                           | 1:51,9 | Jože Međimurec · Jugosławia                                                     | 1:51,9 |
| Bieg na 1500 m (szczegóły)            | Henryk Szordykowski · Polska                                                      | 3:48,8    | Frank Murphy · Irlandia                                                           | 3:49,0 | Wołodymyr Pantelej · ZSRR                                                       | 3:49,8 |
| Bieg na 3000 m (szczegóły)            | Ricky Wilde · Wielka Brytania                                                     | 7:47,0 WR | Harald Norpoth · RFN                                                              | 7:56,2 | Javier Álvarez · Hiszpania                                                      | 7:56,8 |
| Bieg na 60 m przez płotki (szczegóły) | Günther Nickel · RFN                                                              | 7,8       | Frank Siebeck · NRD                                                               | 7,8    | Guy Drut · Francja                                                              | 7,8    |
| Sztafeta 4 × 2 okrążenia (szczegóły)  | ZSRR · Jewgienij Borisienko · Jurij Zorin · Borys Sawczuk · Aleksandr Bratczikow  | 3:05,9    | Polska · Jan Werner · Stanisław Grędziński · Jan Balachowski · Andrzej Badeński   | 3:07,5 | RFN · Dieter Hübner · Karl-Hermann Tofaute · Ulrich Strohhäcker · Helmar Müller | 3:10,7 |
| Sztafeta 2+3+4+5 okrążeń (szczegóły)  | ZSRR · Aleksandr Konnikow · Siergiej Kriuczok · Władimir Kolesnikow · Iwan Iwanow | 6:18,0    | Polska · Edmund Borowski · Stanisław Waśkiewicz · Kazimierz Wardak · Eryk Żelazny | 6:18,8 | RFN · Horst Haßlinger · Lothar Hirsch · Manfred Henne · Ingo Sensburg           | 6:19,6 |

#### Konkurencje techniczne
| konkurencja                | złoto                         | złoto    | srebro                         | srebro | brąz                        | brąz  |
| -------------------------- | ----------------------------- | -------- | ------------------------------ | ------ | --------------------------- | ----- |
| Skok wzwyż (szczegóły)     | Walentin Gawriłow · ZSRR      | 2,20     | Gerd Dührkop · NRD             | 2,17   | Șerban Ioan · Rumunia       | 2,17  |
| Skok o tyczce (szczegóły)  | François Tracanelli · Francja | 5,30     | Kjell Isaksson · Szwecja       | 5,25   | Wolfgang Nordwig · NRD      | 5,20  |
| Skok w dal (szczegóły)     | Tõnu Lepik · ZSRR             | 8,05     | Klaus Beer · NRD               | 7,99   | Rafael Blanquer · Hiszpania | 7,92  |
| Trójskok (szczegóły)       | Wiktor Saniejew · ZSRR        | 16,95 WR | Jörg Drehmel · NRD             | 16,74  | Șerban Ciochină · Rumunia   | 16,47 |
| Pchnięcie kulą (szczegóły) | Hartmut Briesenick · NRD      | 20,22    | Heinz-Joachim Rothenburg · NRD | 19,70  | Pierre Colnard · Francja    | 18,96 |

### Kobiety

#### Konkurencje biegowe
| konkurencja                            | złoto                                                                               | złoto  | srebro                                                                            | srebro | brąz                                                                                 | brąz   |
| -------------------------------------- | ----------------------------------------------------------------------------------- | ------ | --------------------------------------------------------------------------------- | ------ | ------------------------------------------------------------------------------------ | ------ |
| Bieg na 60 m (szczegóły)               | Renate Meißner · NRD                                                                | 7,4    | Sylviane Telliez · Francja                                                        | 7,5    | Wilma van den Berg · Holandia                                                        | 7,5    |
| Bieg na 400 m (szczegóły)              | Marilyn Neufville · Wielka Brytania                                                 | 53,0   | Christel Frese · RFN                                                              | 53,1   | Colette Besson · Francja                                                             | 53,6   |
| Bieg na 800 m (szczegóły)              | Maria Sykora · Austria                                                              | 2:07,0 | Ludmiła Bragina · ZSRR                                                            | 2:07,5 | Zofia Kołakowska · Polska                                                            | 2:07,6 |
| Bieg na 60 m przez płotki (szczegóły)  | Karin Balzer · NRD                                                                  | 8,2 WR | Lia Chytrina · ZSRR                                                               | 8,2    | Teresa Sukniewicz · Polska                                                           | 8,5    |
| Sztafeta 4 × 1 okrążenie (szczegóły)   | ZSRR · Nadieżda Biesfamilna · Wira Popkowa · Galina Bucharina · Ludmiła Samotiosowa | 1:35,7 | RFN · Elfgard Schittenhelm · Annelie Wilden · Marianne Bollig · Annegret Kroniger | 1:37,6 | Austria · Maria Sykora · Brigitte Ortner · Christa Kepplinger · Hanni Burger         | 1:40,8 |
| Sztafeta 1+2+3+4 okrążenia (szczegóły) | Francja · Sylviane Telliez · Mireille Testanière · Colette Besson · Nicole Duclos   | 4:58,4 | RFN · Elfgard Schittenhelm · Heidi Gerhard · Christa Merten · Jutta von Haase     | 5:01,1 | ZSRR · Ludmiła Gołomazowa · Olga Klein · Nadieżda Kolesnikowa · Swietłana Moszczenok | 5:02,2 |

#### Konkurencje techniczne
| konkurencja                | złoto                          | złoto    | srebro                     | srebro | brąz                     | brąz  |
| -------------------------- | ------------------------------ | -------- | -------------------------- | ------ | ------------------------ | ----- |
| Skok wzwyż (szczegóły)     | Ilona Gusenbauer · Austria     | 1,88 WR  | Cornelia Popescu · Rumunia | 1,82   | Rita Schmidt · NRD       | 1,82  |
| Skok w dal (szczegóły)     | Viorica Viscopoleanu · Rumunia | 6,56     | Heide Rosendahl · RFN      | 6,55   | Mirosława Sarna · Polska | 6,54  |
| Pchnięcie kulą (szczegóły) | Nadieżda Cziżowa · ZSRR        | 18,60 WR | Hannelore Friedel · NRD    | 18,39  | Marita Lange · NRD       | 18,09 |

## Klasyfikacja medalowa
| Miejsce | Państwo         | Złoto | Srebro | Brąz | Razem |
| ------- | --------------- | ----- | ------ | ---- | ----- |
| 1.      | ZSRR            | 10    | 2      | 3    | 15    |
| 2.      | NRD             | 3     | 6      | 3    | 12    |
| 3.      | Francja         | 2     | 1      | 3    | 6     |
| 4.      | Austria         | 2     | 0      | 1    | 3     |
| 5.      | Wielka Brytania | 2     | 0      | 0    | 2     |
| 6.      | RFN             | 1     | 5      | 2    | 8     |
| 7.      | Polska          | 1     | 4      | 3    | 8     |
| 8.      | Rumunia         | 1     | 1      | 2    | 4     |
| 9.      | Hiszpania       | 0     | 1      | 2    | 3     |
| 10.     | Irlandia        | 0     | 1      | 0    | 1     |
| 10.     | Szwecja         | 0     | 1      | 0    | 1     |
| 12.     | Finlandia       | 0     | 0      | 1    | 1     |
| 12.     | Holandia        | 0     | 0      | 1    | 1     |
| 12.     | Jugosławia      | 0     | 0      | 1    | 1     |
| Razem   | Razem           | 22    | 22     | 22   | 66    |

## Objaśnienia skrótów
WR – rekord świata